# Selphie Tilmitt
Selphie Tilmitt es una de las protagonistas de la saga de juegos de SquareEnix, Final Fantasy. Aparece en el Final Fantasy VIII como una aprendiz de SeeD del Jardín de Trabia, conoce al resto de personajes en el examen de graduación para SeeDs, en Dollet, es la encargada de informarlos de la retirada; pero después de que Seifer decidiera ir sólo, se une a Squall y a Zell. 

## Personalidad
Tiene 17 años, y es una muchacha de apariencia inocente y actitud desenfadada, viene desde el Jardín de Trabia donde es muy popular y querida y va de intercambio al Jardín de Balamb ya que solo ahí puede hacer el examen SeeD, Selphie siempre destacara por su gran alegría y optimismo, tanto que incluso puede asustar a quien no la conoce. No puede parar quieta, por eso siempre está ocupada organizando distintos eventos como el Festival del Jardín, así como una página web que actualiza constantemente.
Aunque se ve algo decaída tras el ataque al Jardín de Trabia, lugar de su procedencia, nunca deja de dar ánimos al grupo.
Selphie mantiene una estrecha relación con Irvine Kinneas, Cadete del Jardín de Galbadia, pero nunca llega a suceder nada. Termina convirtiéndose en muy buena amiga de Quistis Trepe.

## Armas
Es muy hábil en la batalla, con su Nunchaku, y es recomendable tenerla en cuenta más que a otros de los personajes manejables. En la armería puede mejorar los siguientes modelos de nunchakus:
- Cadet: con 2 Gravas Mágicas (cualquier monstruo de bajo nivel), y 1 Trozo de Bom (Bom, en la Caverna de Fuego).

- Deadly Iron: con 2 Bolas de Hierro, (Wendigos, cerca de Timber) y 2 Uñas Puntiagudas (Langosta, en las alcantarillas de Deling o en Centra).

- Cielo Nocturno: con 1 Pelo de Dragón, (Gran Dragón, en Trabia o en La Isla Más Cerca Del Infierno) 1 Anillo de Vida, (Unipladio, en Trabia) y 4 Uñas Puntiagudas (Langosta, en las alcantarillas de Deling o en Centra).

- Infalible: con 1 Adamantino, (Adamantaimai con un nivel superior al 20, en la playa cerca de Dollet) 3 Polvos Estelares (Gigante de Hierro, en Esthar) y 2 Uñas Malditas (Langosta, en las alcantarillas de Deling o en Centra).

## Límite
Su Límite es Ruleta, consiste en seleccionar una magia al azar y un número de veces para usarla, si la opción que se presenta no es la que se desea, sólo hay que hacer girar otra vez la ruleta. Selphie presenta varias magias que sólo aparecerán en su Límite:
- Cura Total: restablece la vitalidad de tus aliados al tope y cura sus estados. La animación e muy similar a la de otras magias curativas como Cura++ o Esna.

- Muro: aplica Coraza y Escudo a todos tus aliados. En la animación, se ve cómo un muro aparece delante de los aliados y la propia Selphie, representando la defensa física (Coraza), y luego desaparece (como haciéndose invisible, representándose así la defensa mágica típica de la magia Escudo).

- Lévita++: eleva a un enemigo hasta hacerlo desaparecer del combate (esta magia no funciona con jefes). La animación es bastante simple: de la parte de atrás del enemigo emergen unas alas que le elevan por el cielo y terminan haciéndole desaparecer.

- The End: pone fin a la batalla matando a todos los adversarios. Este Límite tiene una animación muy bonita, el adversario aparece en un campo de dientes de león y en la esquina inferior derecha aparecen las palabras "The End" (Fin) y acaba la batalla. Funciona con todos los enemigos, excepto con los zombis (esta magia es muy raro que aparezca con jefes y en algunos casos puede hacer que los elimine por completo tal es el caso de Ultimecia/Artemisa ya que tiene 3 transformaciones).

Estas cuatro magias aparecerán mezcladas entre el resto en el límite Ruleta. Aunque la suerte es el factor que más influye en su aparición, también hay otros parámetros que determinan la frecuencia de salida. Aunque lo normal es que vayan apareciendo en el orden anterior (Cura Total, Muro, Lévita++, The end), podría suceder que apareciese primero The End y en último lugar Cura Total, aunque esto es más bien remoto. Cuanto más uses una de estas magias, más aumentará la probabilidad de que aparezca en futuras batallas (esto es especialmente útil con The end, la cual habrá que aplicar cada vez que aparezca para aumentar su probabilidad de salida). Otros factores que influyen en la aparición de estas magias es el nivel y la VIT actual del personaje. Cuanta menos VIT tenga, habrá más posibilidad de que aparezcan las magias especiales. Además, a menor nivel, mayor probabilidad habrá de que salga The End (por ejemplo, hay más probabilidades de que salga con una Selphie a Nv.20 que con una Selphie a Nv.100, aunque esto es relativo y, como ya hemos dicho, si hemos utilizado desde los primeros niveles de Selphie la magia The End aunque lleguemos con ella al Nv.100 puede seguir teniendo una probabilidad relativamente alta de salir). La clave, pues, está en utilizar la magia que queremos que nos salga en batalla lo más a menudo posible, aunque esto no es nada fácil.
Por otro lado, y como su propio nombre indica, nunca tenemos que olvidar que la paleta de magias de Selphie es una ruleta. Si nos sale The End y la saltamos sin querer, no tenemos más que seguir saltando las siguientes magias hasta llegar nuevamente a The End. Si queremos que nos salga una determinada magia tendremos que ir saltando hasta llegar a ella, y si volvemos a comenzar la ruleta y no ha salido, significa que en dicha ruleta no estará, y habrá que cancelar el límite y volverle a hacer para probar suerte en la siguiente ruleta, y así sucesivamente.
- Datos: Q10746495